# Ibom
Ibom est un village de la commune de Massock-Songloulou, située dans le département de la Sanaga-Maritime et la région du Littoral au Cameroun. Il est situé à 2 km de Kahn.

## Population
En 1967, Ibom comptait 119 habitants, principalement Bassa.
Lors du recensement de 2005, 40 personnes y ont été dénombrées.